# St. Ulrich (Wertach)

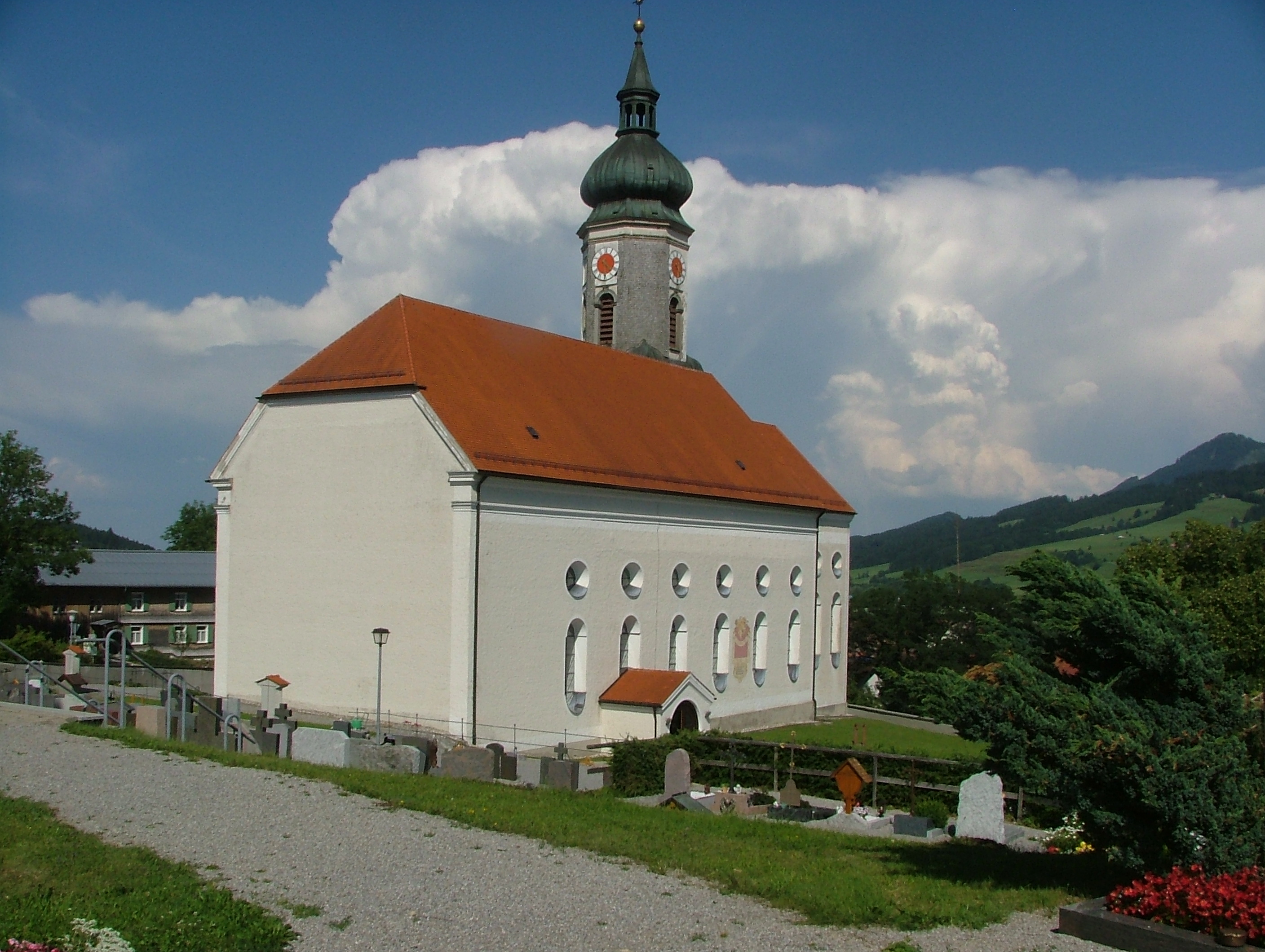
St. Ulrich in Wertach, Außenansicht

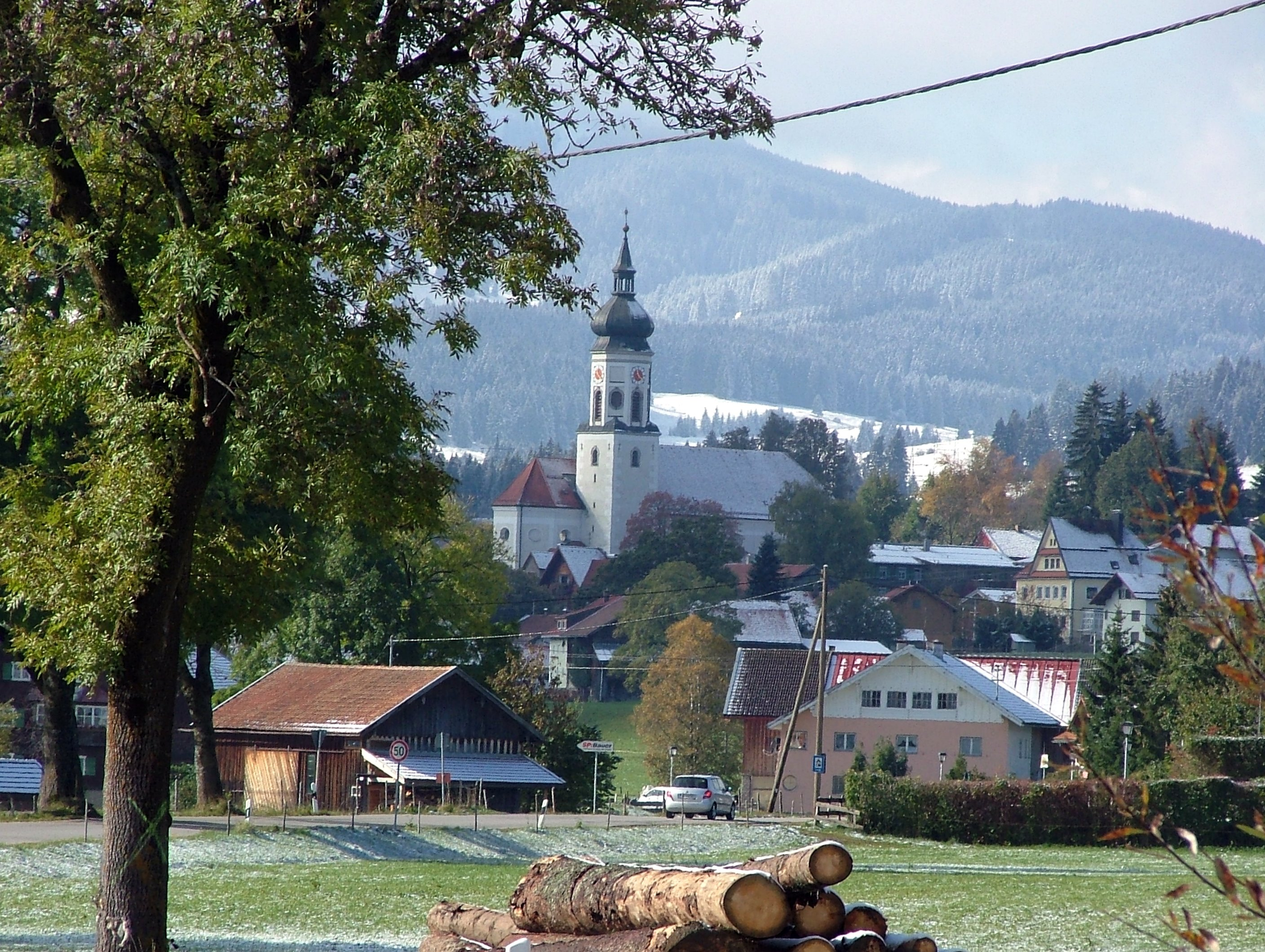
Wertach

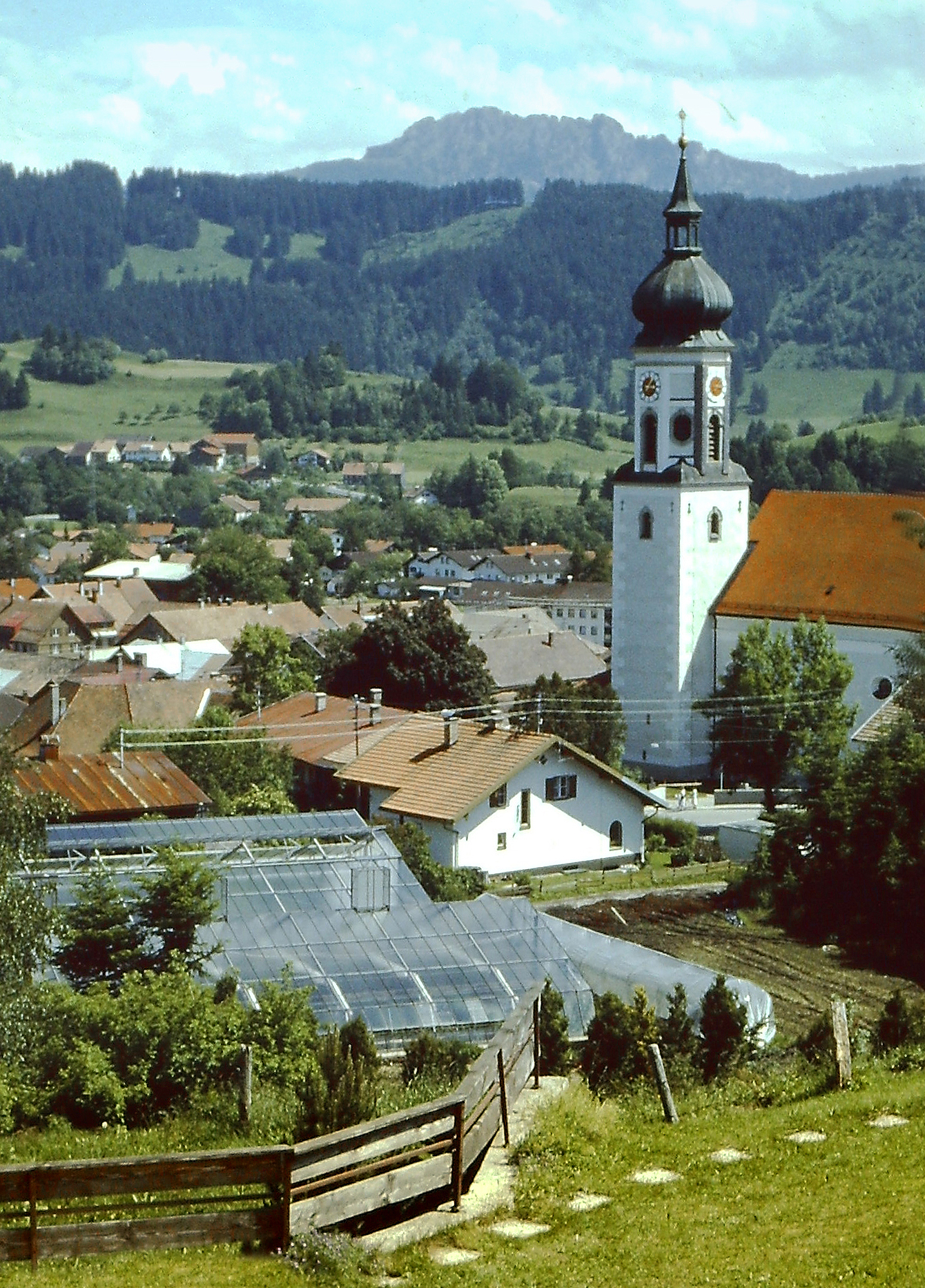
Blick über Wertach mit Pfarrkirche

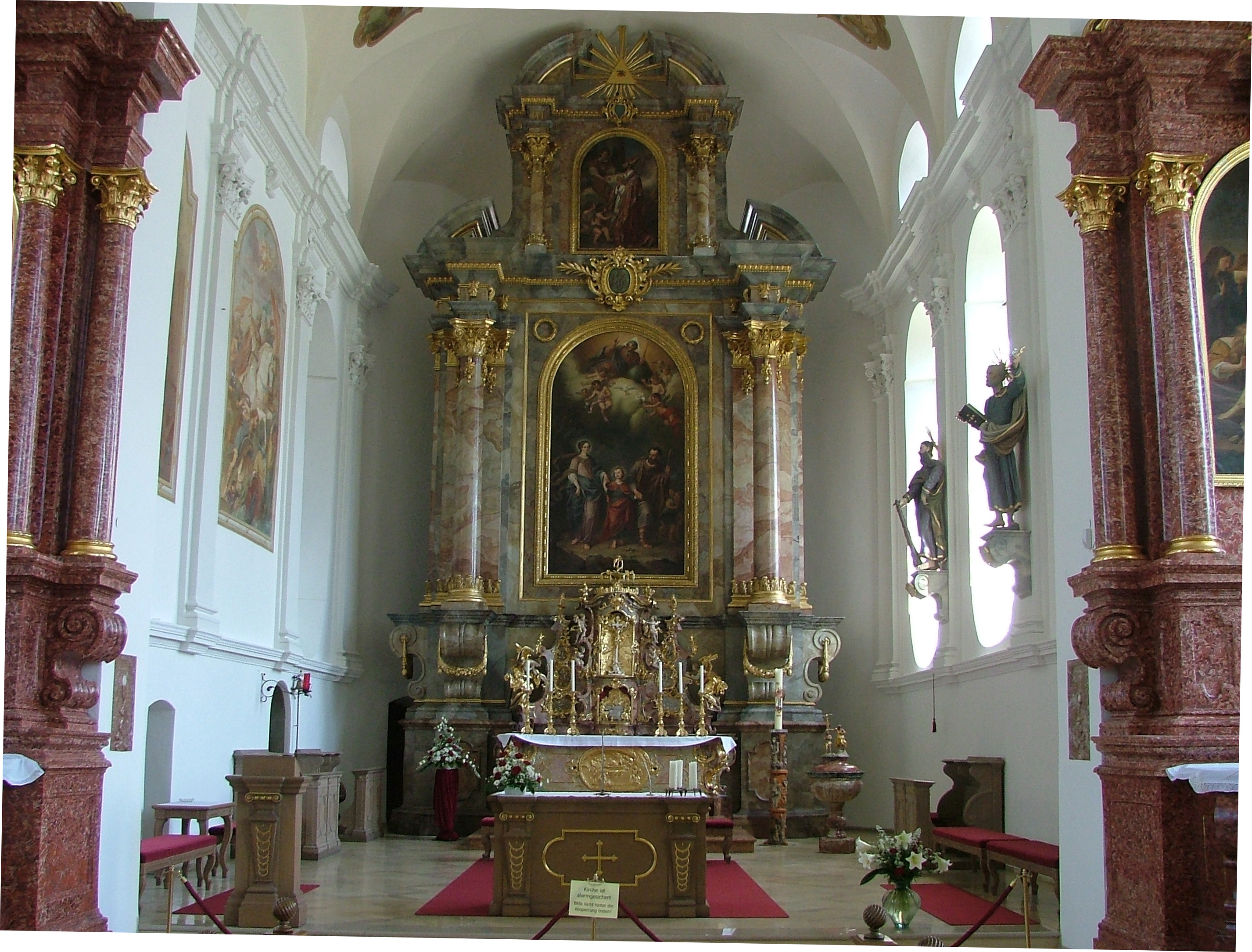
St. Ulrich in Wertach, Innenansicht

Die katholische Pfarrkirche St. Ulrich in Wertach, Landkreis Oberallgäu im bayerischen Regierungsbezirk Schwaben, ist im Kern ein barocker Bau mit älterem Turm und weitgehend erneuerter Ausstattung von 1894/95.

## Frühe Geschichte
Laut einer Legende soll der heilige Ulrich auf einer Reise ins Allgäu eine Kirche in Wertach geweiht haben. Die erste schriftliche Erwähnung der Pfarrei ist vom 11. Juni 1331, als Heinrich von Rötenberg das Patronat und den Kirchensatz von Wertach dem Zisterzienserkloster Stams in Tirol verliehen hat. 1332 wurde die Pfarrkirche von Bischof Ulrich von Augsburg mit Konsens seines Domkapitels mit allen Rechten und Nutzbarkeiten dem genannten Kloster inkorporiert. Dieser Rechtsvorgang wurde von Papst Benedikt XII. im Jahr 1338 bestätigt. Die Seelsorge in der Pfarre Wertach wurde nicht von Religiosen des Klosters, sondern von Weltpriestern ausgeübt, die dem Bischof vom Abt als Patronatsherrn der Kirche präsentiert wurden. Das Patronatsrecht über die Pfarre Wertach blieb bis zur vorübergehenden Aufhebung des Stifts durch die Bayern im September 1807 beim Kloster. Pestepidemie (1511) und Feuersbrünste (21. Februar 1530 und 30. April 1569) behinderten den wirtschaftlichen Aufschwung des Ortes. Am 6. Juni 1605 zerstörte ein weiterer Brand 140 der 147 Häuser, den Pfarrhof und die Kirche. Am 25. Mai 1632 wurde die Kirche von schwedischen Soldaten angezündet. Der gotische Unterbau des Turmes ist bis heute erhalten.

## Wallfahrt und Kirchenbau ab 1683
Seit 1670 ist eine sehr rege Wallfahrt nach Wertach erwähnt, die den heiligen Josef zum zweiten Patron der Kirche werden ließ. Am 20. Juli 1677 wurde die Josefsbruderschaft gegründet, die bald über 20 000 Mitglieder aus dem Allgäu, aus Tirol, Italien und der Schweiz zählte. So konnte mit deren Finanzmittel von 1683 bis 1685 unter Leitung von Baumeister Caspar Feichtmayr der Neubau der Kirche errichtet werden. Das Gotteshaus stand nun nicht mehr im  Ort, wie es einige Bürger lieber wollten, sondern auf einer Anhöhe, denn Engel sollen einer Legende nach das, was tagsüber im Ort aufgebaut wurde, über Nacht immer wieder auf den Hügel gebracht haben. Die Weihe fand am 24. Juli 1696 statt. Umgestaltungen erfolgten 1755/56 und in der zweiten Hälfte des 19. Jahrhunderts.

## Brand von 1893 und Wiederaufbau
Am 16. April 1893 brannte die einst barocke Pfarrkirche aus. Erhalten geblieben sind unter anderem der untere Teil der Kanzel mit den vier goldenen Evangelistensymbolen am Kanzelkorb (Johann Georg Hagenauer, um 1700). Der Wiederaufbau nach Plänen von Hugo von Höfl erfolgte 1894/95. Die Deckenfresken schuf 1895 Bonifaz Locher aus München. 1979 wurde die Kirche um die Emporentiefe verlängert und restauriert.

## Altäre
1487 ist ein Marienaltar dokumentiert, 1593 waren drei Altäre vorhanden. Vom barocken Hochaltar blieb beim Brand 1893 nur der in reichem Goldschmuck strahlende Tabernakel von Johann Richard Eberhard, geschaffen 1769/70, übrig. Die beiden Seitenaltäre konnten gerettet werden.
Das große Gemälde des Hochaltares zeigt Jesus, Maria und Josef auf dem Gang zum Tempel, im oberen Altarbild sind die Bistumsheiligen Ulrich und Afra dargestellt.
Die Seitenaltäre haben noch die vom Brand 1893 geretteten Altarbilder, die 1833 vom einheimischen Maler Franz Sales Lochihler geschaffen wurden: links die hl. Familie mit dem Johannesknaben und St. Michael, rechts der vom Kreuz abgenommene Leichnam Jesu im Schoß seiner Mutter. Über dem rechten Seitenaltar ist eine Darstellung des  hl. Bruder Konrad von Parzham, über dem linken Seitenaltar befindet sich das alte Wallfahrtsbild des hl. Josef von dem Konstanzer Maler Christoph Storer (1611–1671).

## Fresken
Die Fresken schuf der Münchener Maler Bonifaz Locher anno 1895. Das Deckenbild im Chorraum stellt die Himmelfahrt Christi dar. Motive der Gewölbefelder im Schiff sind Maria Verkündigung, Christi Geburt, Jesus im Tempel, die Übergabe der Schlüsselgewalt an Petrus und die Kreuzigung.

## Besonderheiten
Kunsthistorische Besonderheiten sind die ausdrucksstarken Apostelfiguren, die Ignaz Erdt aus Vorderreute um 1700 geschaffen hat, sowie das Ulrichsreliquiar (1765).

## Orgel
Die Orgel wurde 1983 von Orgelbauer Schmid, Kaufbeuren, geschaffen. Sie verfügt über 2278 Pfeifen, verteilt auf 34 klingende Register.
| I Rückpositiv C–g3 |             |      |
| 1.                 | Holzgedackt | 8′   |
| 2.                 | Prinzipal   | 4′   |
| 3.                 | Kleinpommer | 2′   |
| 4.                 | Oktav       | 1′   |
| 5.                 | Cymbel III  | 1⁄2′ |
| 6.                 | Krummhorn 0 | 8′   |
|                    | Tremulant   |      |

| II Hauptwerk C–g3 |                      |        |
| 07.               | Gedacktpommer        | 16′    |
| 08.               | Prinzipal            | 08′    |
| 09.               | Spitzflöte 0         | 08′    |
| 10.               | Oktav                | 04′    |
| 11.               | Koppelflöte          | 04′    |
| 12.               | Spitzquinte          | 02 ⁄3′ |
| 13.               | Oktave               | 02′    |
| 14.               | Mixtur V             | 01 ⁄3′ |
| 15.               | Spanische Trompete 0 | 08′    |

| III Schwellwerk C–g3 |                |         |
| 16.                  | Rohrflöte      | 08′     |
| 17.                  | Spitzgamba     | 08′     |
| 18.                  | Prinzipal      | 04′     |
| 19.                  | Traversflöte 0 | 04′     |
| 20.                  | Nasat          | 02 ⁄3′  |
| 21.                  | Blockflöte     | 02′     |
| 22.                  | Terz           | 01 3⁄5′ |
| 23.                  | Septime        | 08⁄7′   |
| 24.                  | Plein jeu IV   | 02′     |
| 25.                  | Dulcian        | 16′     |
| 26.                  | Oboe           | 08′     |
|                      | Tremulant      |         |

| Pedal C–f1 |               |         |
| 27.        | Subbass       | 16′     |
| 28.        | Quintbass     | 10 2⁄3′ |
| 29.        | Octavbass     | 08′     |
| 30.        | Gedacktbass 0 | 08′     |
| 31.        | Großterz      | 06 2⁄5′ |
| 32.        | Choralbass    | 04′     |
| 33.        | Rauschbass    | 02 ⁄3′  |
| 34.        | Posaune       | 16′     |

- Koppeln: I/II, III/II, I/P, II/P, III/P